# Diplotaxis brevicollis
Diplotaxis brevicollis är en skalbaggsart som beskrevs av Leconte 1856. Diplotaxis brevicollis ingår i släktet Diplotaxis och familjen Melolonthidae. Inga underarter finns listade i Catalogue of Life.